# Championnat de Belgique de football de deuxième division 1980-1981
Navigation
saison précédente saison suivante
Le Championnat de Belgique de football de Division 2 1980-1981 est la 64e édition du championnat de deuxième niveau national en Belgique.
La compétition conserve le même schéma que la saison précédente, à savoir une phase classique pendant laquelle les 16 équipes s'affrontent deux fois chacune en matches aller-retour. Le champion est directement promu en Division 1. Ensuite un tour final concerne quatre formations et désigne le second montant. À l'autre bout du classement, les deux derniers sont relégués en Division 3 en vue de la saison suivante.
Cette compétition sacre le K. SK Tongeren qui précédemment a décroché de nombreuses places d'honneur mais connut cinq échecs dans autant de tours finaux. Le matricule 54 décroche les lauriers devant un épatant Seraing pourtant néo-promu. Les autres "cadors" de cet exercice sont Alost et Hasselt auquel, en apparence, sa pitoyable saison en D1 ne semble pas avoir fait trop de tort. L'autre descendant, le Sporting de Charleroi manque de peu l'accès au tour final au profit du "Club Malinois".
L'autre montant de D2, Oudenaarde, qui retrouve l'antichambre de l'élite 36 ans après une première apparition furtive, termine tranquillement au milieu du classement.
En bas de tableau, deux formations sont rapidement décrochées. D'une part les Waaslandiens de Saint-Nicolas qui étaient pourtant présents au tour final la saison précédente. D'autre part, l'Olympic Montignies voit un énorme chapitre de son Histoire se terminer. Le matricule 246 vient de passer 45 ans dans les deux plus hautes divisions nationales et retourne à un 3e niveau dont il était sorti en 1936 ! Les "Dogues" ne se sont jamais totalement remis ni de leur dernier passage parmi l'élite 6 saisons plus tôt, ni surtout des troubles internes que cette montée avait engendrés. Dans les saisons qui suivent, l'Olympic va connaître une (première) descente aux enfers.

## Clubs participants
Les matricules en gras indiquent les clubs qui existent toujours aujourd'hui, les autres ont disparu.
| #  | Nom                                           | Mat. | Ville         | Stades                 | En D2 depuis (série) | Total en D2 | Saison précéd. |
| -- | --------------------------------------------- | ---- | ------------- | ---------------------- | -------------------- | ----------- | -------------- |
| 1  | Royal Charleroi Sporting Club                 | 22   | Charleroi     | Mambourg               | 1980-1981 (1er)      | 24e         | D1, 17e        |
| 2  | Koninklijke Sportig Club Hasselt              | 37   | Hasselt       | Stedelijke             | 1980-1981 (1er)      | 23e         | D1, 18e        |
| 3  | Koninklijke Racing Club Mechelen              | 24   | Malines       | O. Van Kesbeeck        | 1976-1977 (5e)       | 29e         | 7e             |
| 4  | Koninklijke Voetbalclub Mechelen              | 25   | Malines       | achter de Kazerne      | 1977-1978 (4e)       | 25e         | 11e            |
| 5  | Koninklijke Football Club Diest               | 41   | Diest         | De Warande             | 1975-1975 (6e)       | 15e         | 12e            |
| 6  | Koninklijke Sportklub Tongeren                | 54   | Tongres       | Stedelijke             | 1971-1972 (10e)      | 22e         | 3e             |
| 7  | Koninklijke Boom Football Club                | 58   | Boom          | du Parc communal       | 1978-1979 (3e)       | 35e         | 8e             |
| 8  | Koninklijke Sport-Club Eendracht Aalst        | 90   | Alost         | Pierre Corneliss       | 1977-1978 (4e)       | 17e         | 10e            |
| 9  | Royale Association Athlétique Louviéroise     | 93   | La Louvière   | du Tivoli              | 1979-1980 (2e)       | 7e          | 14e            |
| 10 | Koninklijke Sint-Niklaasse Sportkring         | 221  | Saint-Nicolas | Stade Puyenbeke        | 1964-1965 (17e)      | 34e         | 4e             |
| 11 | Royal Olympic Montignies                      | 246  | Charleroi     | de La Neuville         | 1975-1975 (6e)       | 18e         | 6e             |
| 12 | Koninklijke Sint-Truidense Voetbal Vereniging | 373  | Saint-Trond   | Stayen                 | 1974-1975 (6e)       | 15e         | 13e            |
| 13 | Koninklijke Racing Club Harelbeke             | 1615 | Harelbeke     | Forestier              | 1978-1979 (3e)       | 3e          | 9e             |
| 14 | Racing Jet Bruxelles                          | 4549 | Bruxelles     | Annexe du Heysel       | 1979-1980 (2e)       | 2e          | 5e             |
| 15 | Koninklijke Sport Vereniging Oudenaarde       | 81   | Audenarde     | Burg. Thienpontstadion | 1980-1981 (1er)      | 2e          | D3A, 1er       |
| 16 | Royal Football Club Sérésien                  | 17   | Seraing       | du Pairay              | 1980-1981 (1er)      | 27e         | D3B, 1er       |

### Localisation des clubs
| \| Harelbeke Oudenaarde Alost St-Nicolas Boom RC Mechelen KV Mechelen Diest RJ Bxl Hasselt Tongres Seraing St-Trond Olympic Sp. Charleroi La Louvière \| Localisation des clubs engagés en Division 2 1980-1981 |
| Harelbeke Oudenaarde Alost St-Nicolas Boom RC Mechelen KV Mechelen Diest RJ Bxl Hasselt Tongres Seraing St-Trond Olympic Sp. Charleroi La Louvière                                                              |

## Classements et Résultats
Légende
- Champion de Belgique de Division 2 1981 et promu en Division 1 la saison suivante
- Club qualifié pour le tour final pour la montée en Division 1
- Club relégué en Division 3 la saison suivante

Abréviations
 : club promu de Division 3 depuis la saison précédente

 : club relégué de Division 1 depuis la saison précédente

### Classement final
| Rang | Équipe                | Pts | J  | G  | N  | P  | Bp | Bc | Diff |
| ---- | --------------------- | --- | -- | -- | -- | -- | -- | -- | ---- |
| 1    | K. SK Tongeren        | 45  | 30 | 18 | 9  | 3  | 63 | 26 | +37  |
| 2    | R. FC Sérésien        | 40  | 30 | 15 | 10 | 5  | 49 | 22 | +27  |
| 3    | K. SC Eendracht Aalst | 37  | 30 | 15 | 7  | 8  | 46 | 32 | +14  |
| 4    | K. SC Hasselt         | 34  | 30 | 12 | 10 | 8  | 37 | 33 | +4   |
| 5    | KV Mechelen           | 33  | 30 | 12 | 9  | 9  | 32 | 24 | +8   |
| 6    | R. Charleroi SC       | 32  | 30 | 13 | 6  | 11 | 42 | 37 | +5   |
| 7    | K. SV Oudenaarde      | 31  | 30 | 12 | 7  | 11 | 35 | 37 | -2   |
| 8    | K. Boom FC            | 31  | 30 | 11 | 9  | 10 | 27 | 35 | -8   |
| 9    | K. RC Harelbeke       | 30  | 30 | 11 | 8  | 11 | 37 | 37 | 0    |
| 10   | R. AA Louviéroise     | 30  | 30 | 11 | 8  | 11 | 35 | 44 | -9   |
| 11   | K. St-Truidense VV    | 28  | 30 | 9  | 10 | 11 | 43 | 42 | +1   |
| 12   | K. RC Mechelen        | 25  | 30 | 7  | 11 | 12 | 31 | 34 | -3   |
| 13   | Racing Jet Bruxelles  | 25  | 30 | 7  | 11 | 12 | 31 | 39 | -8   |
| 14   | K. FC Diest           | 25  | 30 | 6  | 13 | 11 | 28 | 40 | -12  |
| 15   | R. Olympic Montignies | 17  | 30 | 5  | 7  | 18 | 27 | 54 | -27  |
| 16   | K. St-Niklaasse SK    | 17  | 30 | 3  | 11 | 16 | 27 | 54 | -27  |

### Tableau des résultats
Avec seize clubs engagés, 240 matches
| Résultats (▼dom., ►ext.)                                   | BOO | CHA | DIE | AAL | HAR | HAS | KVM | LOU | OLY | OUD | RCJ | RCM | SER | NIK | STT | TON |
| K. Boom FC                                                 |     | 2-1 | 0-2 | 2-1 | 1-2 | 1-0 | 1-1 | 1-1 | 1-1 | 0-1 | 2-0 | 3-2 | 0-2 | 2-2 | 1-0 | 0-5 |
| R. Charleroi SC                                            | 0-2 |     | 1-0 | 3-1 | 2-0 | 0-0 | 3-0 | 3-0 | 2-0 | 1-0 | 1-1 | 2-0 | 0-1 | 1-0 | 1-1 | 3-1 |
| K. FC Diest                                                | 2-3 | 0-4 |     | 0-2 | 3-3 | 1-4 | 3-2 | 0-0 | 3-0 | 1-1 | 0-0 | 2-1 | 0-0 | 0-0 | 1-0 | 1-2 |
| K. SC Eendracht Aalst                                      | 1-0 | 2-1 | 3-3 |     | 1-0 | 2-2 | 1-2 | 1-0 | 3-1 | 1-1 | 2-0 | 5-0 | 0-1 | 4-1 | 1-1 | 1-1 |
| K. RC Harelbeke                                            | 0-1 | 3-1 | 4-0 | 3-1 |     | 1-1 | 2-1 | 2-3 | 0-0 | 0-0 | 1-0 | 0-0 | 2-1 | 2-1 | 3-0 | 0-3 |
| K. SC Hasselt                                              | 1-1 | 2-0 | 1-2 | 0-0 | 3-1 |     | 2-1 | 2-1 | 1-1 | 4-2 | 1-0 | 1-0 | 0-0 | 2-2 | 2-1 | 1-3 |
| KV Mechelen                                                | 0-0 | 1-0 | 0-0 | 0-1 | 0-0 | 0-0 |     | 0-1 | 4-0 | 1-0 | 0-0 | 1-0 | 2-0 | 1-0 | 1-0 | 2-0 |
| R. AA Louvièroise                                          | 0-0 | 4-1 | 0-0 | 0-1 | 2-2 | 0-2 | 1-0 |     | 2-1 | 1-2 | 3-0 | 2-1 | 1-0 | 2-1 | 4-2 | 0-3 |
| R. Olympic Montignies                                      | 2-0 | 1-2 | 3-1 | 3-0 | 0-1 | 0-2 | 0-3 | 0-1 |     | 2-3 | 2-2 | 1-1 | 2-1 | 0-1 | 3-0 | 1-3 |
| K. SV Oudenaarde                                           | 0-1 | 2-0 | 1-0 | 0-1 | 1-0 | 1-0 | 0-0 | 5-1 | 2-0 |     | 2-3 | 0-0 | 1-4 | 3-0 | 3-0 | 0-2 |
| Racing Jest Bruxelles                                      | 2-0 | 1-2 | 1-1 | 0-3 | 1-1 | 3-0 | 0-2 | 5-1 | 3-0 | 0-2 |     | 1-1 | 1-1 | 2-1 | 1-2 | 1-0 |
| K. RC Mechelen                                             | 0-0 | 3-1 | 1-1 | 0-2 | 0-1 | 2-0 | 2-0 | 3-1 | 2-1 | 1-1 | 0-0 |     | 0-0 | 4-0 | 2-0 | 1-2 |
| R. FC Sérésien                                             | 1-1 | 2-2 | 1-0 | 3-0 | 2-1 | 2-1 | 4-1 | 3-0 | 0-0 | 6-0 | 5-1 | 1-0 |     | 2-0 | 0-2 | 1-1 |
| K. St-Niklaasse SK                                         | 0-1 | 2-2 | 0-0 | 1-3 | 2-0 | 0-1 | 1-1 | 1-1 | 1-1 | 4-0 | 1-1 | 1-1 | 0-2 |     | 1-2 | 0-5 |
| K. St-Truidense VV                                         | 3-0 | 5-2 | 1-1 | 1-1 | 3-0 | 1-1 | 0-3 | 1-1 | 3-1 | 2-0 | 1-1 | 1-1 | 1-1 | 7-2 |     | 1-1 |
| K. SK Tongeren                                             | 2-0 | 0-0 | 1-0 | 2-1 | 3-2 | 4-0 | 2-2 | 1-1 | 6-0 | 1-1 | 1-0 | 3-2 | 2-2 | 1-1 | 2-1 |     |
| - Victoire à domicile - Match nul - Victoire à l'extérieur |     |     |     |     |     |     |     |     |     |     |     |     |     |     |     |     |

## La saison en bref
Depuis la saison 1974-1975, l'URBSFA a mis sur pied un système de « périodes ». Le principe est que la compétition de 30 rencontres est partagée en 3 périodes de 10 rencontres: (1 à 10, 11 à 20 et 21 à 30).
- Un classement distinct est établi par "période". Les trois vainqueurs de période se qualifient le tour final où il accompagne le 2e du classement général final.
- Un vainqueur de période ne peut pas prendre part au tour final s'il termine à une des deux places relégables. Familièrement, les "périodes" sont fréquemment appelées "tranches".

### 1repériode
Cette période concerne les 10 premières journées. Elle est disputée du 6 septembre 1980 au 16 novembre 1980. Toutes les rencontres de la 10e journée se jouent le même jour à la même heure.

### 2epériode
Cette période concerne les matches des journées n°11 à 20. Elle est disputée théoriquement du 22 novembre 1980 au 15 février 1981. Toutes les rencontres de la 20e journée se jouent le même jour à la même heure.

### 3epériode
Cette période concerne les 10 dernières journées. Elle est disputée du 28 février 1981 au 3 mai 1981. Toutes les rencontres des 29e et 30e journée se jouent le même jour à la même heure.

## Tour final

### Participants
R. FC Sérésien (2e du général), K.SC Eendracht Aalst (3e du général), K. SC Hasselt (4e du général), KV Mechelen (5e du général) .

### Classement final
L'ordre des matchs du tour final est désigné par un tirage au sort, effectué au siège de l'URBSFA
Légende
- Club promu en Division 1 la saison suivante

| Rang | Équipe                | Pts | J | G | N | P | Bp | Bc | Diff |  | Résultats (▼ dom., ► ext.) | KVM | AAL | HAS | SER |
| ---- | --------------------- | --- | - | - | - | - | -- | -- | ---- |  | -------------------------- | --- | --- | --- | --- |
| 1    | KV Mechelen           | 7   | 6 | 3 | 1 | 2 | 7  | 6  | +1   |  | KV Mechelen                |     | 0-0 | 1-0 | 2-1 |
| 2    | K. SC Eendracht Aalst | 6   | 6 | 2 | 2 | 2 | 7  | 7  | 0    |  | K. SC Eendracht Aalst      | 2-3 |     | 3-0 | 0-3 |
| 3    | K. SC Hasselt         | 6   | 6 | 2 | 2 | 2 | 5  | 7  | -2   |  | K. SC Hasselt              | 1-0 | 1-1 |     | 2-2 |
| 4    | R. FC Sérésien        | 5   | 6 | 2 | 1 | 3 | 8  | 7  | +1   |  | R. FC Sérésien             | 2-1 | 0-1 | 0-1 |     |

### Résumé du Tour final
Ce tour final est joué du 10 mai 1981 au 28 mai 1981. Il est particulièrement indécis et reste passionnant jusqu'à son ultime journée.
Promu de Division 3, le R. FC Sérésien, déjà auteur d'un très beau championnat qu'il a bouclé en vice champion de Tongres, prend un excellent départ dans ce tour final et est en tête après trois journées (4 points). A ce moment, le "FC Malinois" ferme la marche avec 2 unités.
Mais pour les "Métallos" la fin de parcours est pénible. Battus derrière les Casernes malinoises, ils s'incline ensuite à domicile contre Hasselt. Avant la dernière journée, les quatre formations se tiennent en 2 points.
Malines termine contre Alost et ne parvient pas à s'en dépêtrer. Les "Ajuinen" montent s'ils obtiennent une victoire. Le suspense est palpable toute la rencontre car le marquoir reste figé. Pendant ce temps, Seraing mène au score à Hasselt. Les banlieusards liégeois sont virtuellement "montants" grâce à une meilleure différence de buts. Mais les Limbourgeois obtiennent un partage (2-2) qui n'arrange aucune des deux formations.
Quatre ans après sa dernière relégation, le matricule 25 retrouve l'élite nationale.

## Meilleur buteur
- Salva (K.SC Eendracht Aalst), 18 buts

## Récapitulatif de la saison
- Champion : K. SK Tongeren (1er de Division 2)
- 8e titre de Division 2 pour la Province de Limbourg

| Région flamande (10)            | Région flamande (10) | Province de Brabant (2)      | Province de Brabant (2) | Région wallonne (4)    | Région wallonne (4) |
| ------------------------------- | -------------------- | ---------------------------- | ----------------------- | ---------------------- | ------------------- |
| Province d'Anvers               | 3                    | Région de Bruxelles-Capitale | 1                       | Province de Hainaut    | 3                   |
| Province de Flandre-Occidentale | 1                    | Province du Brabant flamand  | 1                       | Province de Liège      | 1                   |
| Province de Flandre-Orientale   | 3                    | Province du Brabant wallon   | 0                       | Province de Luxembourg | 0                   |
| Province de Limbourg            | 3                    |                              |                         | Province de Namur      | 0                   |

1. ↑  Au niveau footballistique, la province de Brabant est toujours unitaire malgré sa partition territoriale en 1995.

### Admission et relégation
Tongres et le KV Mechelen sont promus en Division 1 d'où sont relégués le Berchem Sport et le Beerschot, celui-ci par sanction dans une affaire de falsification de compétition.
La St-Nicolas/Waas et l'Olympic Montignies sont renvoyés en Division 3; d'où sont promus Witgoor Dessel et le Stade Louvain.

### Bilan de la saison
| Championnat de Belgique de football de deuxième division 1980-1981 |                            |
| Champion                                                           | K. SK Tongeren (1er titre) |
| Dauphin                                                            | KV Mechelen                |
| Promotions et relégations                                          |                            |
| Promus en Division 2                                               | K. Stade Leuven            |
| Promus en Division 2                                               | FC Witgoor Sport Dessel    |
| Relégués en Division 3                                             | K. St-Niklaasse SK         |
| Relégués en Division 3                                             | R. Olympic Montignies      |

## Début en D2
Aucun club n'effectue ses débuts au 2e niveau national.